# Wellsville (Pennsylvanie)
Pour les articles homonymes, voir Wellsville.
Wellsville est un borough situé au nord-ouest de la partie centrale du comté de York, en Pennsylvanie, aux États-Unis,. En 2010, il comptait une population de 242 habitants, estimée au 1er juillet 2020 à 263 habitants. Le borough est fondé en 1737 et incorporé le 30 juin 1892.

## Démographie
Lors du recensement de 2010, le borough comptait une population de 242 habitants. Elle est estimée, en 2020, à 263 habitants.